# Salto con gli sci ai I Giochi olimpici giovanili invernali - Individuale femminile
La gara individuale maschile di salto con gli sci ai I Giochi olimpici giovanili invernali di Innsbruck 2012 si è svolta al Trampolino olimpico Toni Seelos di Seefeld in Tirol il 14 gennaio. Hanno preso parte a questa gara 14 atlete in rappresentanza di altrettante nazioni.

## Risultati
| Pos. | Nome                 | Nazione     | Punteggio primo salto | Punteggio secondo salto | Punteggio totale |
| ---- | -------------------- | ----------- | --------------------- | ----------------------- | ---------------- |
|      | Sara Takanashi       | Giappone    | 134,4 (1)             | 134,9 (1)               | 269,3            |
|      | Katharina Althaus    | Germania    | 119,2 (3)             | 123,3 (2)               | 242,5            |
|      | Urša Bogataj         | Slovenia    | 120,4 (2)             | 118,9 (3)               | 239,3            |
| 4    | Léa Lemare           | Francia     | 108,6 (4)             | 117,5 (4)               | 226,1            |
| 5    | Taylor Henrich       | Canada      | 99,4 (5)              | 105,2 (5)               | 204,6            |
| 6    | Natálie Dejmková     | Rep. Ceca   | 99,1 (6)              | 97,2 (8)                | 196,3            |
| 7    | Jenny Rautionaho     | Finlandia   | 96,3 (8)              | 98,7 (7)                | 195,0            |
| 8    | Karoline Roestad     | Norvegia    | 96,7 (7)              | 93,1 (9)                | 189,8            |
| 9    | Emilee Anderson      | Stati Uniti | 85,1 (9)              | 101,0 (6)               | 186,1            |
| 10   | Anastasija Veščikova | Russia      | 83,5 (10)             | 86,4 (10)               | 169,9            |
| 11   | Li Xueyao            | Cina        | 82,1 (11)             | 79,5 (11)               | 161,6            |
| 12   | Veronica Gianmoena   | Italia      | 66,2 (12)             | 76,0 (12)               | 142,2            |
| 13   | Michaela Kranzl      | Austria     | 63,8 (13)             | 64,5 (13)               | 128,3            |
| 14   | Magdalena Pałasz     | Polonia     | 34,5 (14)             | 43,2 (14)               | 77,7             |